# Zorea, Vasîlkivka
Zorea (în ucraineană Зоря) este un sat în așezarea urbană Vasîlkivka din raionul Vasîlkivka, regiunea Dnipropetrovsk, Ucraina.

## Demografie
Componența lingvistică a localității Zorea
     Ucraineană (95,44%)
     Rusă (4,56%)
Conform recensământului din 2001, majoritatea populației localității Zorea era vorbitoare de ucraineană (95,44%), existând în minoritate și vorbitori de rusă (4,56%).